# Glacier du Vallonnet (Grand roc Noir)
Pour les articles homonymes, voir Glacier du Vallonnet.
Le glacier du Vallonnet est un glacier de France situé en Savoie, dans le massif de la Vanoise.
Il s'étend sur l'ubac du Grand roc Noir (3 582 m) au sud-ouest et des pointes de la Frêche (3 467 m) au sud et sur l'adret de la pointe du Vallonnet (3 539 m) au nord-ouest et de la pointe de Broès (3 405 m) au nord. Ces sommets forment un cirque ouvert vers le nord-ouest qui constitue la zone d'accumulation du glacier, formant ainsi un vaste plateau à une altitude moyenne de 3 250 mètres. De cette zone englacée s'échappe une courte langue de glace vers le nord-ouest en direction du vallon de la Rocheure, entre les pointes du Vallonnet et des Broès, et dont le front glaciaire se trouve à une altitude de 3 050 mètres.